# Pristiophorus lanae
Pristiophorus lanae — акула з роду П'ятизяброва пилконоса акула родини Пилконосі акули. Інша назва «філіппінська пилконоса акула».

## Опис
Загальна довжина досягає 73 см. Голова трикутної форми, сплощена перед очима. Морда витягнута з зубчиками на кшталт пилки. В основі зубчика розташований гребінь. Характерні вусики розташовані ближче до основи морди. Очі великі, розташовані на верхні стороні голови. Ніздрі великі. Рот помірного розміру. Зуби дрібні, розташовані щільно. У неї 5 пар зябрових щілин. Тулуб витягнутий, циліндричний. Луска пласка, розташована щільно. Має 2 спинних плавця. Передній починається позаду грудних плавців. Анальний плавець відсутній. Хвостовий плавець гетероцеркальний.
Забарвлення темно-коричневе. Черево білувате.

## Спосіб життя
Тримається на глибинах від 230 до 593 м, континентального шельфу. Воліє до скелястого дна. Активна переважно у присмерку або вночі. Полює біля дна, є бентофагом. Живиться ракоподібними, невеличкими головоногими молюсками, дрібною костистою рибою.
Це яйцеживородна акула. Стосовно процесу парування і розмноження натепер замало відомостей.

## Розповсюдження
Мешкає біля островів Апо, Негрос, Сікіхор, півдня о. Лусон (Філіппіни). звідси походить інша назва цієї акули.